# قطعنامه ۷۷۹ شورای امنیت
قطعنامه ۷۷۹ شورای امنیت سازمان ملل متحد که در تاریخ ۰۶ اکتبر ۱۹۹۲ تصویب شد، سندی بین‌المللی دربارهٔ کرواسی است. این قطعنامه طی نشست ۳۱۱۸ام با ۱۵ رای موافق، ۰ مخالف و ۰ ممتنع تصویب شد.